# واست-تريبين (جريدة جزائرية)
واست-تريبين (بالفرنسية: Ouest-Tribune)‏ وتعني منبر الغرب هي يومية جزائرية تصدر باللغة الفرنسية.

## وصلات خارجية
- الموقع الرسمي لجريدة واست-تريبين